# Schlosskirche (Niederfüllbach)

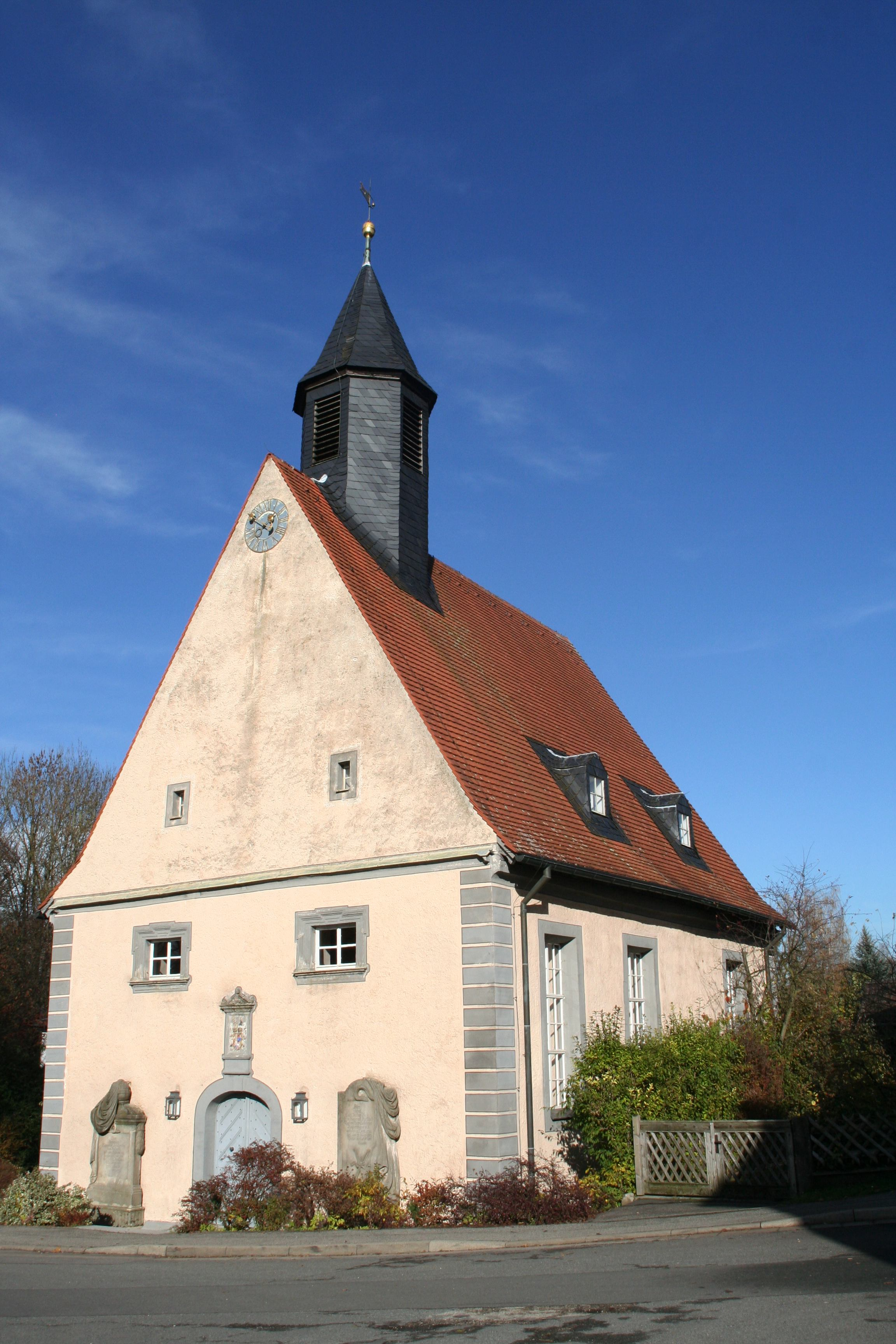
Schlosskirche Niederfüllbach

Die evangelisch-lutherische Schlosskirche im oberfränkischen Niederfüllbach im Landkreis Coburg stammt in ihrer heutigen Gestalt aus dem Jahr 1695.

## Geschichte

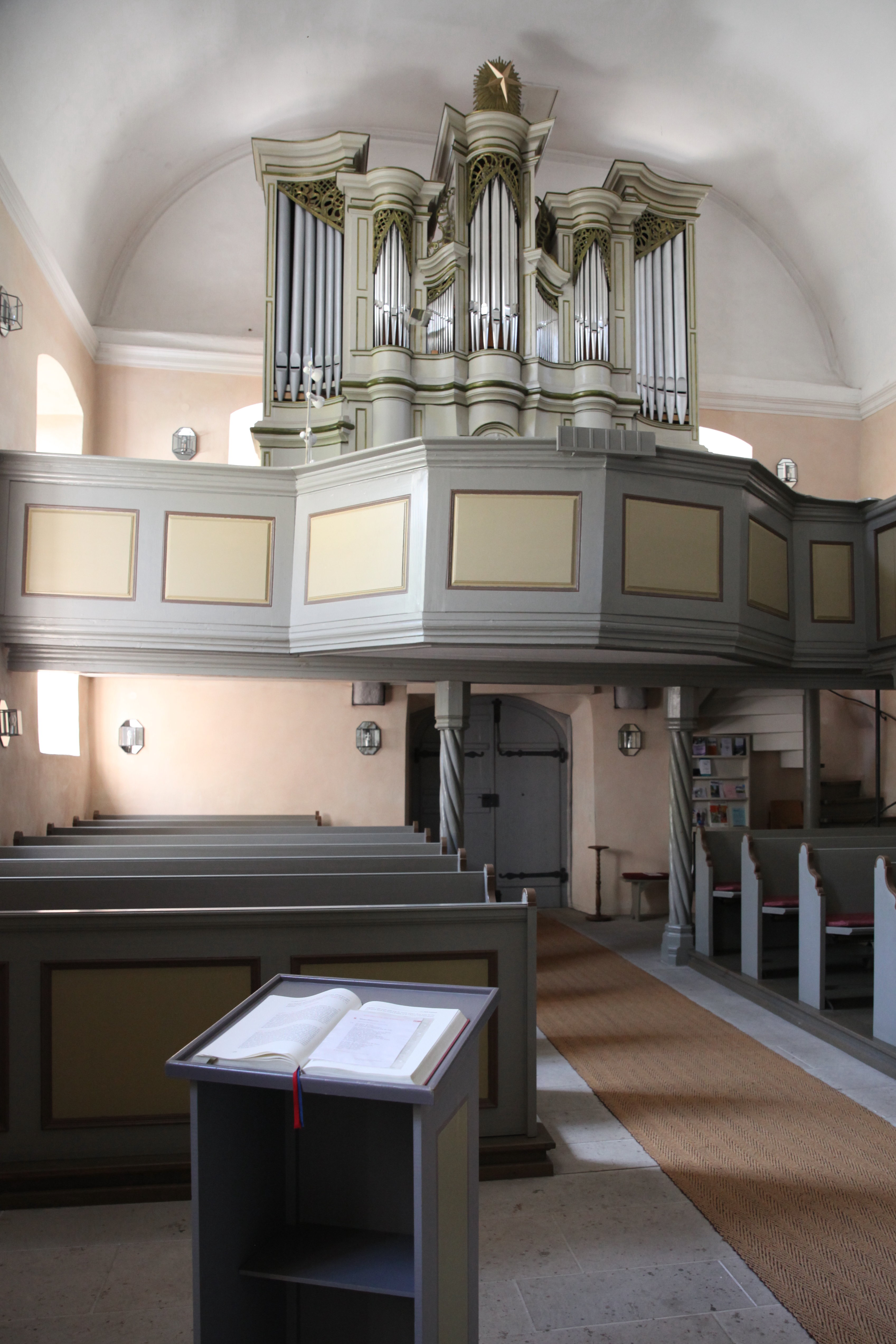
Empore

Eine Schlosskapelle und Kaplanei in Niederfüllbach, die Heinrich von Schaumberg gestiftet hatte, bestätigte 1479 der Würzburger Bischof Rudolf von Scherenberg. Der Ort gehörte bis zur Reformation zum Kirchensprengel von Altenbanz. 1525 führte der Kirchenpatron Hans von Schaumberg die Reformation ein. Er ernannte 1546 Balthazar Schelch zum ersten evangelischen Pfarrer. 1634 wurde die Kapelle, wie das benachbarte Schloss und der Ort, im Verlauf des Dreißigjährigen Krieges von Kroaten völlig zerstört. 1648 erwarben die von Reitzenstein Schloss und Gut von den Schaumbergern. Wolf Christian von Reitzenstein ließ die Schlosskapelle 1695 an neuer Stelle, im südlich des Füllbaches gelegenen Dorf, wiederaufbauen. 1696 wurde eine eigene Pfarrei errichtet. Ab 1730 bis Anfang des 19. Jahrhunderts ließen sich 330 Paare aus ganz Deutschland trauen. Eine strittige Grenzlage des Ortes mit einer unklaren Aufsicht der Ortspfarrer durch die Kirchenbehörden ermöglichte eine oberflächliche Kontrolle der Hochzeitspapiere.
Nach der Einpfarrung von Creidlitz im Jahr 1841 ließ die Gemeinde eine zweite Empore einbauen und auf der Westseite einen Anbau mit einer Treppe errichten. Diese wurden 1978 im Rahmen einer Generalsanierung wieder entfernt. Die Grablege der Familie von Reitzenstein unter der Sakristei wurde unter den Kirchenboden verlegt. 1964 wurde Creidlitz selbstständige Pfarrei.

## Baubeschreibung

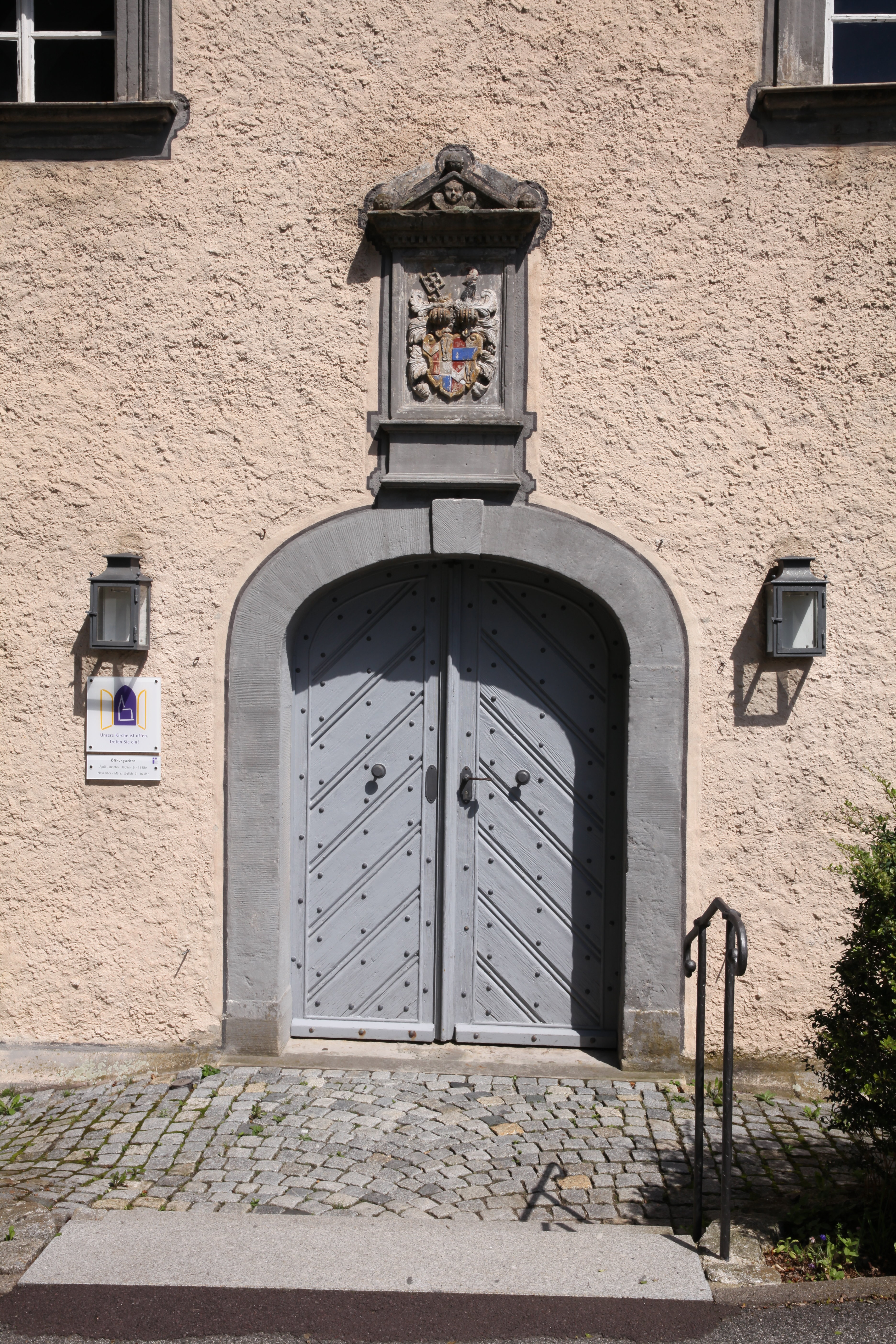
Eingangsportal

Die Kirche ist ein Saalbau mit einem Dachreiter. Sie besteht aus einem rechteckigen, 12,4 Meter langen und 8,26 Meter breiten Kirchhaus. Eine hölzerne flachbogige Decke mit eingeschnittenen Dachfenstern überspannt den Innenraum. Eine eingeschossige Empore befindet sich an der Nord- und Westseite, auf der die Orgel steht. Die Südfassade hat drei große rechteckige Fenster. Die westliche Giebelfassade ist durch ein Traufgesims unterteilt. Im Giebelfeld sind zwei kleine rechteckige Fenster vorhanden. Im unteren Feld befinden sich korbbogenförmiges Eingangsportal mit einer Tafel darüber, die unter anderem die Wappen derer von Schaumberg und von Reitzenstein zeigt. Darüber ist ein Gesims mit Zahnschnittfries und ein Dreieckgiebel mit einem Engelskopf. Oberhalb der Tür sind beidseits breite, rechteckige Fenster mit Ohren angeordnet. Auf dem roten Dachziegeln gedeckten Satteldach steht nahe der Westseite ein kleiner, achteckiger, beschieferter Dachreiter mit Helm. Im Dachreiter hängen vier Glocken.
Ein zweigeschossiger östlicher Anbau, 2,83 Meter lang und 4,84 Meter breit, beherbergt im Erdgeschoss die Sakristei und im Obergeschoss durch eine Wendeltreppe verbunden, die Patronatsloge mit einer Stuckdecke im Rokokostil und zwei großen, profilierten Rechteckfenstern zum Kirchenraum.

## Ausstattung

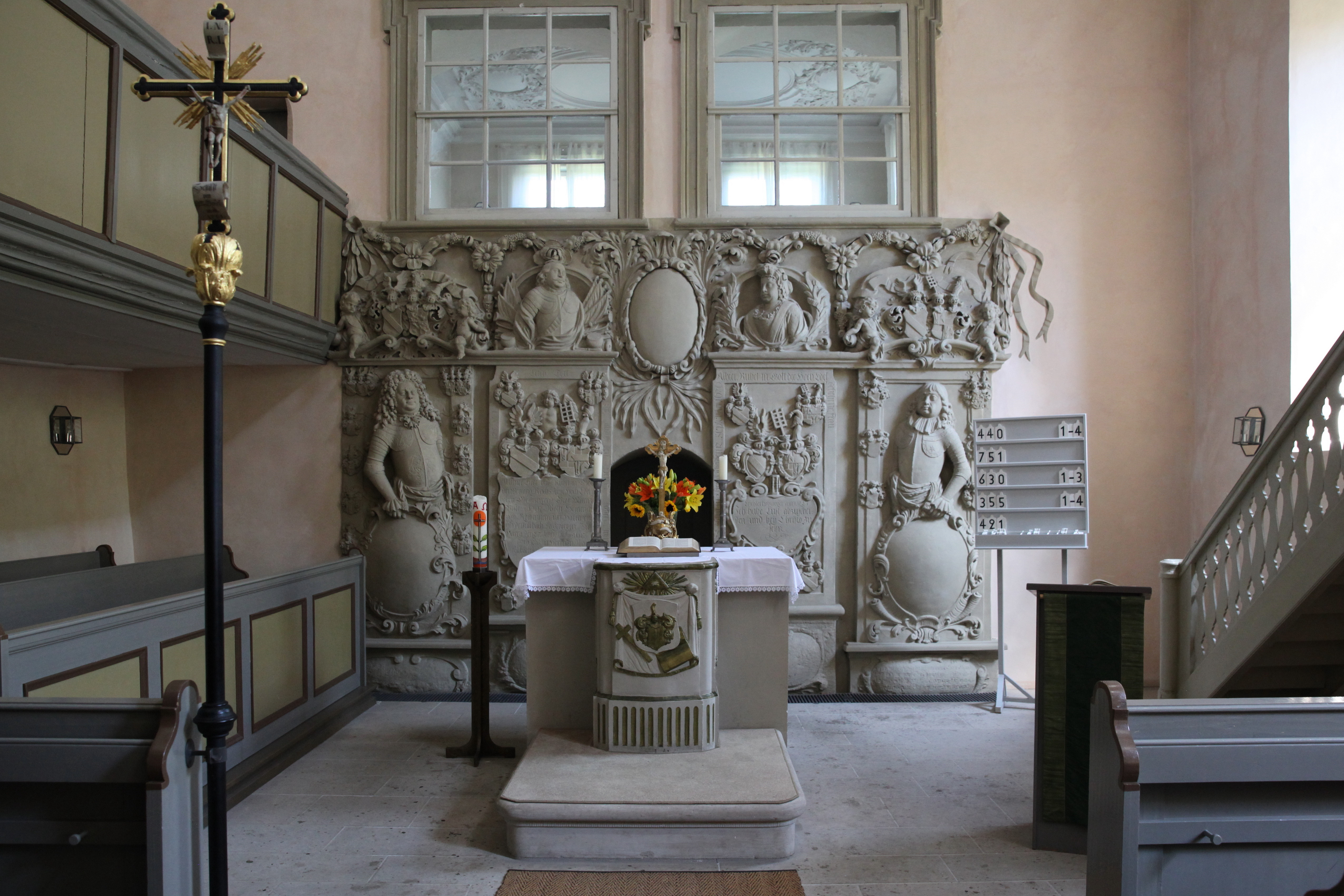
Kirchraum

Prägend für den Innenraum sind vier Epitaphe hinter dem Altar, an der Wand zur Sakristei. Die im barocken Stil gestalteten Grabplatten derer von Reitzenstein sind im starken Relief gearbeitet. Die linke Platte neben der mittig angeordneten Sakristeitür zeigt ein Wappenschild mit dem Wappen derer von Reitzenstein. Darüber ist als Halbfigur Wolf Heinrich von Reitzenstein (1612–1675) abgebildet. Auf der rechten Platte ist das Wappen derer von Schaumberg dargestellt, darüber Sophie Susanne von Reitzenstein, gebürtige von Schaumberg (1625–1670). Die linke äußere Platte zeigt Wolf Christoph von Reitzenstein (1645–1715), die rechte äußere vermutlich Joseph Adam von Reitzenstein (1671–1727).
Der 1794 vom Pfarrer Johann Christian Baumann gestiftete Altar besteht aus Sandstein. Er hat vorne einen angearbeiteten, halbrunden, herausstehenden Taufstein. Das hölzerne Kruzifix auf dem Altar stammt aus dem Ende des 18. Jahrhunderts. Die hölzerne Kanzel an der Südwand ist ein Werk aus dem Anfang des 19. Jahrhunderts. Sie wurde von Prinz Leopold gestiftet. Die Kanzel steht auf einer glockenförmigen Konsole und hat einige neuklassizistische Verzierungen. Das Vortragekreuz ist eine Stiftung aus dem Jahr 1761.
Die Grabplatte links vom Eingangsportal gedenkt Carl Julius von Hagenest (1720–1773), der ab 1754 die Dorfherrschaft innehatte, die rechte Friederike von Helmold (1726–1796).

## Orgel

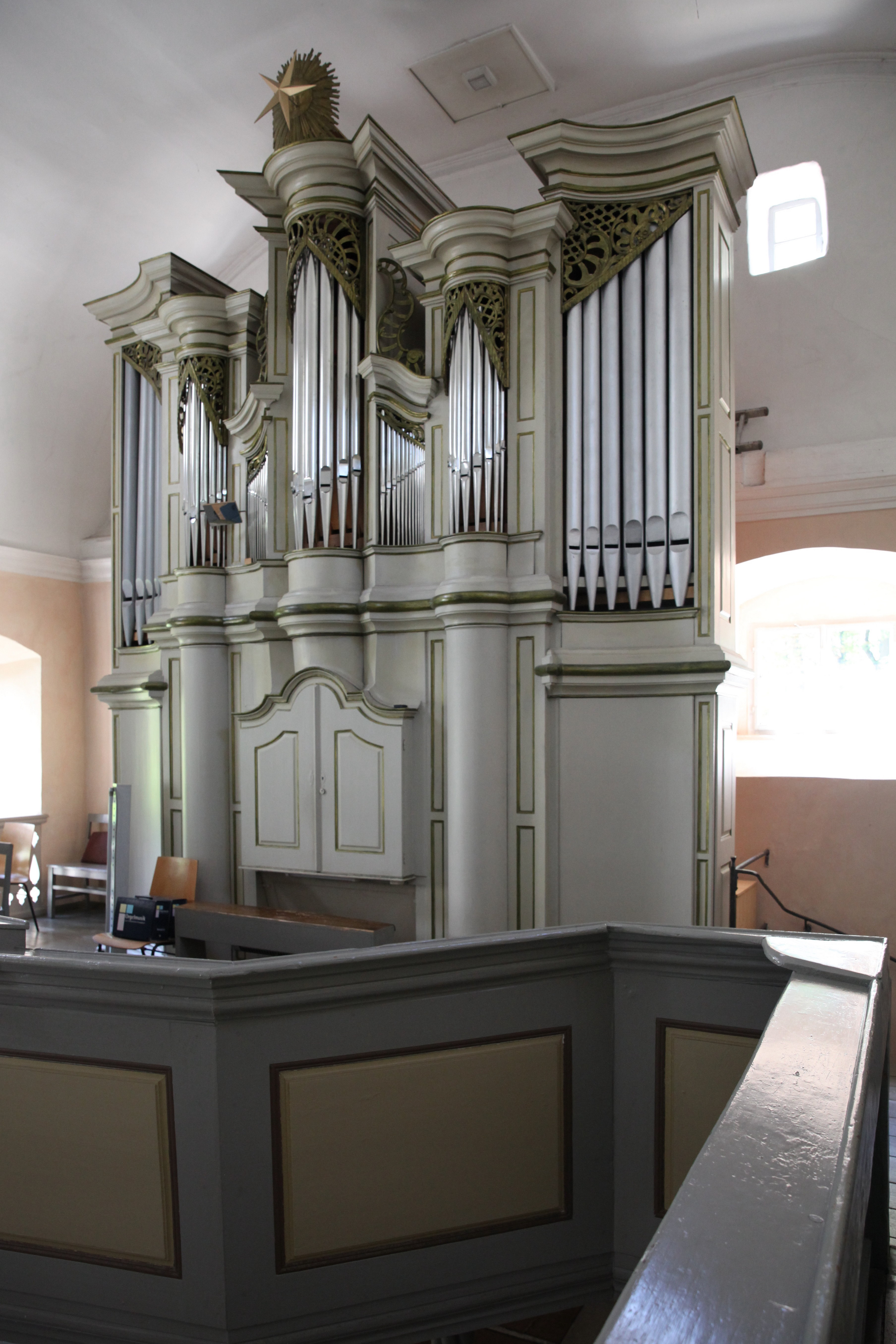
Orgel

Mit dem Kirchenneubau wurde wohl Ende des 17. Jahrhunderts auch eine Orgel aufgestellt. 1777 errichtete der Orgelbaumeister Georg Ernst Wiegleb aus Schney ein neues Instrument. Im 19. Jahrhundert folgte vermutlich der Einbau eines zweiten Manuals. 1954/55 wurde die Orgel geringfügig umdisponiert und gründlich renoviert. Restaurierungen fanden 1988 und 2006 durch den Orgelbaumeister Jürgen Lutz statt. Sie hat dreizehn Register, zwei Manuale und Pedal.
Die Orgel besitzt einen siebenteiligen Prospekt, der aus drei Rundtürmen, zwei dazwischen stehenden, schräg gestellten, kleinen Harfenfeldern und zwei seitlich angeordneten großen Rechteckfeldern besteht. Gesägtes einfaches Muschel- und Gitterwerk verziert als Schleier das Orgelgehäuse. Über dem Mittelturm befindet sich eine Kartusche mit Strahlenkranz. Den oberen Abschluss des mittig angeordneten Spielschranks bildet ein geschwungenes Gesims.